# Trstionica
Trstionica är ett vattendrag i Bosnien och Hercegovina.   Det ligger i entiteten Federationen Bosnien och Hercegovina, i den centrala delen av landet, 30 km nordväst om huvudstaden Sarajevo.
Omgivningarna runt Trstionica är en mosaik av jordbruksmark och naturlig växtlighet. Runt Trstionica är det ganska tätbefolkat, med 93 invånare per kvadratkilometer.